# Zosteropoda hirtipes
Zosteropoda hirtipes là một loài bướm đêm thuộc họ Noctuidae. Nó được tìm thấy ở wet coastal forests của Bắc Mỹ phía đông đến dãy núi Rocky.
Sải cánh dài khoảng 27 mm.
Ấu trùng ăn Salix, Alnus, Hypochoeris radicata, Trifolium và Aster.